# Bactrospora
Bactrospora es un género de hongos liquenizados en la familia Roccellaceae. Fue descripto por Abramo Bartolommeo Massalongo en 1852.